# Peter Michael Chenaparampil
Peter Michael Chenaparampil (* 8. Dezember 1929 in Manakodam; † 18. April 2013 in Ernakulam) war ein indischer Geistlicher und Bischof von Alleppey. 

## Leben
Peter Michael Chenaparampil empfing am 1. Juni 1956 die Priesterweihe für das Bistum Alleppey. 
Johannes Paul II. ernannte ihn am 19. November 1982 zum Koadjutorbischof von Alleppey. Der Bischof von Alleppey, Michael Arattukulam, spendete ihm am 4. September des nächsten Jahres die Bischofsweihe; Mitkonsekratoren waren Joseph Gabriel Fernandez, Bischof von Quilon und Cornelius Elanjikal, Bischof von Vijayapuram.
Nach der Emeritierung Michael Arattukulams folgte er ihm am 28. April 1984 als Bischof von Alleppey nach. Am 3. März 2001 nahm Papst Johannes Paul II. seinen gesundheitsbedingten Rücktritt an.